# Inconstant (Schiff, 1942)
HMS Inconstant (H49) war einer von vier von der Türkei Ende 1938 in Großbritannien bestellten Zerstörern, deren Bau im Mai 1939 begonnen wurde. Bei ihnen handelte es sich um eine Exportversion der britischen I-Klasse. Im September 1939 kaufte die britische Regierung zwei dieser Zerstörer, während die beiden anderen aus politischen Gründen vertragsgemäß fertiggestellt und 1942 an die Türkei geliefert wurden. Die Inconstant wurde im Januar 1942 als erstes Schiff der Serie fertiggestellt und von der Royal Navy bis zum europäischen Kriegsende eingesetzt. Nach einer Grundüberholung wurde das Schiff 1946 doch noch an die Türkische Marine abgegeben und war dort noch bis 1960 unter dem ursprünglich vorgesehenen Namen Muavenet im Dienst.

## Geschichte des Schiffes
Die türkische Marine bestellte 1938 in Großbritannien vier Zerstörer vom Standard-Typ der Royal Navy. Die Aufträge für die der britischen I-Klasse gleichenden Zerstörer gingen an Vickers in Barrow und William Denny in Dumbarton. Beim Ausbruch des Krieges kaufte Großbritannien zwei der Schiffe und ließ die anderen für die Türkei weiterbauen. Die Kiellegung der beiden Schiffe bei Vickers erfolgte 24. Mai 1939 unter den Baunummern 747/748. Sie liefen am 15. Dezember 1940 als Inconstant und 24. Februar 1941 als Ithuriel für die Royal Navy vom Stapel, während die bei Denny begonnenen Zerstörer für die Türkei 1942 als Sultanhisar und Demirhisar fertiggestellt wurden. Wesentlicher Unterschied der Inconstant von den für die Royal Navy 1937 gefertigten Zerstörer der I-Klasse war, dass sie nicht die mit der Klasse eingeführten Fünffach-Torpedorohre, sondern die zuvor bei den Standardzerstörern installierten Vierlingssätze erhielt.
Am 24. Januar 1942 kam die Inconstant nach Absolvierung aller Probefahrten in den Dienst der Royal Navy. Sie war das sechste Schiff der Royal Navy mit dem Namen Inconstant seit 1778. Zuletzt hatte ihn ein Scout-Kreuzer der Arethusa-Klasse von 1914 bis 1922 getragen.

### Kriegseinsätze
Die Inconstant begann ihren Dienst bei der Home Fleet in Scapa Flow und ihr erster Einsatz erfolgte bei der Konvoioperation PQ 12/QP 8 im Nordmeer. Dann verlegte sie zur Eastern Fleet mit dem Flugzeugträger Illustrious und dem Zerstörer Javelin.
Am 28. April 1942 gehörte die Inconstant zur aus Südafrika ausgelaufenen Deckungsgruppe für die Landung bei Diego Suarez mit dem Schlachtschiff Ramillies, dem Flugzeugträger Illustrious, dem Kreuzer Hermione und den Zerstörern Active, Duncan, Javelin, Lookout, Paladin und Panther, die zusätzlich den schnellen Konvoi Z mit fünf Angriffstransportern und drei Landungsschiffen nach Madagascar begleiteten.
Vom 12. bis zum 16. Juni 1942 war die Inconstant zusammen mit der Pakenham und der Paladin an der Konvoi-Operation Vigorous von Alexandria zur Versorgung Maltas beteiligt. Zeitgleich fand von Gibraltar aus die Operation Harpoon statt. Die drei Zerstörer der 12. Zerstörer-Flottille gehörten zum Deckungsverband des Ostkonvois mit sieben Leichten Kreuzern und weiteren elf Zerstörern. Am Nachmittag des 15. Juni beschädigten Ju 87 des Sturzkampfgeschwaders 3 und italienische Cant Z.1007 den Leichten Kreuzer Birmingham durch Nahtreffer, und der schwer beschädigte Kreuzer musste von begleitenden Zerstörern versenkt werden. Da die italienische Flotte ihren Vorstoß zunächst fortsetzte, drehte der britische Konvoi ab, woraufhin auch die Italiener den Rückmarsch nach Tarent antraten.
Bei der endgültigen britischen Besetzung von Madagaskar vom 10. September bis zum 5. November 1942 sicherte die Inconstant mit den Zerstörern Hotspur, Express und Fortune und dem Wasserflugzeugmutterschiff Albatross den Flugzeugträger Illustrious im Indischen Ozean, der die Luftsicherung stellte.
Anfang Juli 1943 gehörte die Inconstant zu den Sicherungsstreitkräften der alliierten Landung an der Süd- und Südostküste Siziliens (Operation Husky). Am 12. Juli versenkte sie U 409 nordöstlich von Algier mit Wasserbomben. Elf Mann starben auf dem U-Boot, 37 Mann konnten gerettet und gefangen genommen werden.
Am 1. September verließ die Inconstant Gibraltar im Verband der „3rd Escort Group“ mit dem Zerstörer Wrestler, der Sloop Chanticleer und vier Fregatten als Begleitschutz des Truppen-Geleitzugs MKF.22 nach Großbritannien. Am 4. beschädigten die Sicherungsfahrzeuge des Konvois das in den Atlantik auslaufende U 515 unter Kapitänleutnant Henke so erheblich, dass es umkehren musste.

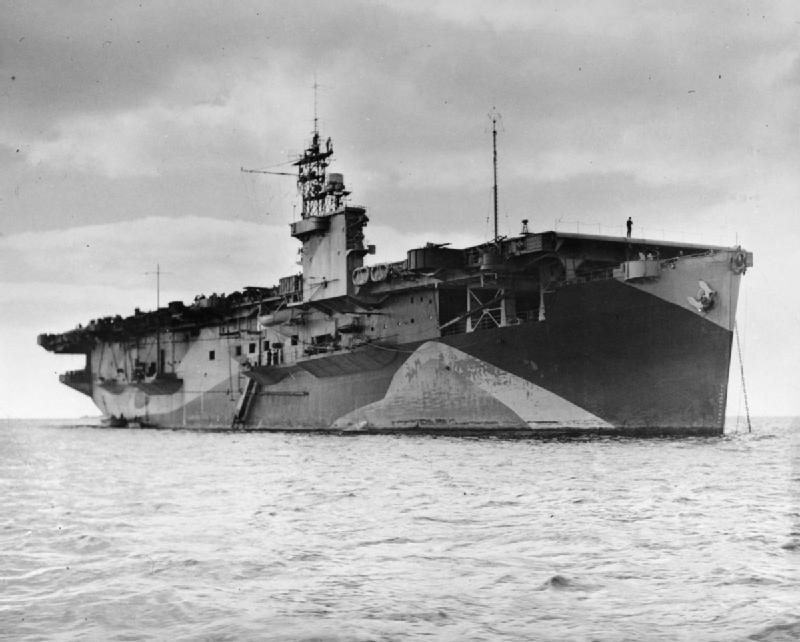
Der Geleitträger Fencer

In der „8th Support Group“ mit dem Geleitträger Fencer, den Zerstörern Viscount, Whitehall, Wrestler sowie den polnischen Garland und Burza nahm die Inconstant vom 1. bis zum 8. Oktober 1943 an der „Operation Alacrity“ teil. Zusammen mit der „Escort Group B5“ (drei Zerstörer, drei Korvetten und eine Sloop) sicherte die 8th Support Group die Überführung von Material und Personal in drei kleinen Konvois für die RAF-Air Group 247 sowie kleinere Fahrzeuge für die lokale Sicherung zu den Azoren; auf den Azoren-Inseln Fayal und Terceira sollten alliierte Luftbasen eingerichtet werden. Ende des Monats unterstützte die 8th Support Group mit der Inconstant den Konvoi SC 145 (32 Schiffe, Escort Group B6); anmarschierende U-Boote wurden von den Swordfishs der Fencer frühzeitig angegriffen, sodass der Konvoi ungestört die sich aufstellende deutsche U-Boot-Gruppe passierte.
Am 12. Januar 1944 führte die Inconstant die Sicherungsgruppe des Konvois JW 56A mit 20 Dampfern ab Loch Ewe. Der Konvoi geriet in einen schweren Sturm und musste Akureyri in Island anlaufen, wo fünf Schiffe mit Sturmschäden zurückblieben. Am 21. Januar lief der Konvoi mit 15 Schiffe wieder aus. Die Inconstant wurde mit zwei Korvetten und zwei Minensuchern ihrer Sicherungsgruppe der für den Geleitzug gebildeten Escort Group zugeteilt. Geführt von der Hardy gehörten zu ihr sieben weitere Zerstörer. Auf dem Marsch rettete die Inconstant 68 Überlebende der Andrew G. Curtin (7200 BRT). Am 26. Januar nahmen die sowjetischen Zerstörer Gremyashchi, Gromki und Razyarenny und kleinere Einheiten den Konvoi JW 56A auf, der am 28. Januar in den Kolafjord einlief. Die Escort Group lief mit sechs Zerstörern dem Geleitzug JW 56B entgegen, um dessen U-Boot-Sicherung zu verstärken.
Am 7. April 1944 gehörte die Inconstant zum Ocean Escort des Konvois RA.58, der mit 38 Dampfern vom Kolafjord nach Island lief. Wegen der schweren Verluste am Geleitzug JW.58 konnte die deutsche Luftwaffe nur noch nächtliche Radar-Aufklärung fliegen, die den Konvoi erst am 9. April erfasste. Von den in zwei Gruppen aufgestellten zehn deutschen U-Booten kamen nur vier zu erfolglosen Schüssen mit Zaunkönig-Torpedos gegen Zerstörer.
Am 21. April marschierte eine Escort Force unter Führung des Kreuzers Diadem mit zwei Geleitträgern, der 3. Zerstörerflottille (acht Zerstörer), der 6th Support Group (vier Fregatten) und der 8th Support Group (acht Zerstörer, darunter Inconstant, und eine Korvette) zum Kolafjord, um den Geleitzug RA 59 abzuholen. Am 28. April ging RA 59 in See, dessen Schiffe auch die US-amerikanische Besatzung des der Sowjetunion übergebenen Kreuzers Milwaukee sowie etwa 2300 Seeleute der Roten Flotte an Bord hatten, die in Großbritannien britische Einheiten als Anteil an der italienischen Kriegsbeute übernehmen sollten. Der Konvoi wurde früh von der deutschen Luftaufklärung entdeckt, aber nur durch zwölf U-Boote angegriffen. Sie konnten lediglich einen Frachter versenken und eine Martlett abschießen.
Zur Absicherung des vorgesehenen Invasionsraums in der Normandie wurden im Mai 1944 zehn neue Abwehrgruppen gebildet, um deutschen U-Booten ein Vordringen zu den über den Ärmelkanal laufenden Versorgungs- und Verstärkungskonvois und den Artillerieunterstützung gebenden Schiffen unmöglich zu machen. Die Inconstant kam ab dem 6. Juni 1944 in der „14th Escort Group“ mit Hesperus, Havelock, Fame und Icarus zum Einsatz. Am 18. Juni versenkte die Inconstant mit der Fame und der Havelock das deutsche U-Boot U 767 nahe Guernsey (ein Überlebender).
Die 14th Escort Group verlegte später nach Liverpool mit den Zerstörern Duncan, Havelock, Icarus und Inconstant sowie den in Reparatur oder Werftliegezeit befindlichen Zerstörern Fame (SO), Forester, Hotspur und der kanadischen Assiniboine. Zusammen mit der „2nd Escort Group“ (eine Sloop und fünf Fregatten) operierten die Zerstörer von dort in den westlichen Zugängen sowie im Irischen Kanal.
Mitte März 1945 verlegte die 14th Escort Group mit den Zerstörern Havelock (SO), Duncan, Hesperus, Hotspur, Icarus, Inconstant und Assiniboine nach Portsmouth, während die Forester noch Probefahrten nach einer Werftliegezeit durchführte und die Fame und die Saskatchewan sich in Reparatur befanden. Die Gruppe operierte dann hauptsächlich im Ärmelkanal neben der 1st Escort Group (sechs Geleitzerstörer) sowie den kanadischen Escortgruppen 26 (fünf Fregatten) und 9 (neun Fregatten, nur vier einsatzbereit). Im April begann für die Inconstant eine routinemäßige Werftliegezeit in Liverpool. Im Mai kam das Schiff nach dem Kriegsende in Europa wieder in den Dienst und wurde in Plymouth stationiert.
Am 13. September 1945 begann eine Grundüberholung des Schiffes und Anfang Oktober stimmte die Admiralty der Weitergabe an die Türkei zu. Die Bewaffnung bestand dann wieder aus vier 120-mm-Geschützen, vier einzelnen 20-mm-Oerlikons und einem Vierfach-Torpedorohrsatz. Als erstes türkisches Schiff verfügte der Zerstörer über eine moderne Radaranlage. Am 27. Januar 1946 war die Überholung des Schiffes abgeschlossen, das dann unter britischer Flagge ins Mittelmeer lief und am 9. März 1946 in einem feierlichen Akt in Istanbul der türkischen Marine übergeben und dabei in Muavanet (wie 1939 geplant) umbenannt wurde.

## In türkischen Diensten
Mit der Übernahme der Inconstant am 9. März 1946 erhielt die türkischen Marine doch noch ihre Muavenet. Mit ihrem Namen erinnerte sie an den Schichau-Zerstörer Muavenet-i Milliye, der im Ersten Weltkrieg bei der Verteidigung der Dardanellen 1915 das britische Linienschiff Goliath versenkt hatte. Das Schwesterschiff Ithuriel (H05) war schon im November 1942 vor Algerien schwer beschädigt worden. Es wurde zwar noch 1944 nach Großbritannien geschleppt, um dann als Totalschaden ab August 1944 abgewrackt zu werden. Als Ersatz lieferten die Briten daher dann Mitte 1946 noch den umfassend instandgesetzten Zerstörer Oribi der O-Klasse.
Eine grundlegende Modernisierung der Schiffe fand während der Dienstzeit in der Türkei nicht statt. Lediglich die Flugabwehrbewaffnung für den Nahbereich wurde in den frühen 1950er-Jahren durch den Einbau von sechs 40-mm-L/56-Bofors-Geschützen unter Abgabe von zwei Oerlikons verändert.
1960 wurde die Muavenet mit ihren beiden immer türkischen Schwestern ausgesondert und dann abgebrochen, nachdem die türkische Marine inzwischen modernere Zerstörer aus amerikanischen und britischen Beständen (vier Schiffe der M-Klasse) erhalten hatte. Nur die ähnliche Gayret ex Oribi blieb noch weitere fünf Jahre als Schulschiff im Dienst.

### Weitere Schiffe namensMuavenet
Den Namen Muavenet erhielt 1972 das von der Türkei übernommene USS Gwin (DM-33) der Allen-M.-Sumner-Klasse, die am 1. Oktober 1992 verloren ging, als sie bei einem gemeinsamen Manöver in der Ägäis von zwei Sea-Sparrow-Raketen der Saratoga getroffen wurde. Sechs Besatzungsangehörige der Muavenet starben, weitere dreizehn wurden schwer verletzt. Nahezu alle Offiziere an Bord wurden getötet oder verletzt, da eine Rakete die Kommandozentrale des Schiffs traf.
Von 1993 bis 2012 verfügte die türkische Marine mit der Fregatte Muavenet (ex-Capodanno der Knox-Klasse) wieder über ein Schiff mit dem Traditionsnamen.